# Синкай-Ху
Синкай-Ху (с кит. — «озеро Ханка») — заповедник в провинции Хэйлунцзян, Китай. Находится к востоку от города Цзиси провинции Хэйлунцзян, 35 км от города Мишань.
Озеро возникло из воды, накопившейся в результате оседания рельефа местности после извержения вулкана. Озеро расположено на границе Китая и России. Площадь — 4 380 км, длина береговой линии — 90 км, высота над уровнем моря — 69 метров, максимальная глубина — 10 метров, ширина с востока на запад — 60 км, с юга на север — 140 км.
Обитают лебеди, маньчжурские журавли и мандаринки, в водах — большое количество рыбы.
В 1998 Тихоокеанский институт географии ДВО РАН, Ханкайский государственный заповедник и заповедник Синкай-Ху разработали программу исследований по организации и развитию заповедника.